# 英俄入侵荷蘭
英俄入侵荷蘭是1799年8月27日至11月19日，法国革命战争第二次反法同盟时期，英国远征军和俄罗斯军队入侵巴达维亚共和国北荷兰半岛的军事行动。这次战役有两个战略目标：一是消灭巴达维亚舰队，二是促使前执政威廉五世的追随者反抗巴达维亚政府。入侵遭到规模稍小的法巴联军的反击。英俄在战役初期取得了一些胜利，但后期形势逆转。随着在卡斯特里克姆战役败北，英军司令约克公爵最终下令撤军至原桥头堡。在与法军指挥官纪尧姆·布律纳的协商后，英俄军队得以有序撤离。尽管如此，英俄军队实现了夺去巴达维亚舰队的目标。